# Suché
Suché é um município da Eslováquia, situado no distrito de Michalovce, na região de Košice. Tem 7,3 km² de área e sua população em 2018 foi estimada em 407 habitantes.

## Demografia
| Ano:        | 1994 | 2004   | 2014   | 2024   |
| ----------- | ---- | ------ | ------ | ------ |
| Broj ljudi: | 438  | 427    | 396    | 424    |
| Razlika:    |      | -2,51% | -7,25% | +7,07% |

| Ano:               | 2023 | 2024   |
| ------------------ | ---- | ------ |
| Número de pessoas: | 420  | 424    |
| Diferença:         |      | +0,95% |